# داو دوپون
داو دوپون (انگلیسی: DowDuPont) شرکت صنایع شیمیایی آمریکایی است، که در اوت ۲۰۱۷ در پی ادغام شرکت داو کمیکال و دوپون تأسیس شد و هم‌اکنون به‌عنوان بزرگترین تولیدکننده مواد شیمیایی جهان شناخته می‌شود. دارایی‌های این شرکت بالغ بر ۱۹۰ میلیارد دلار برآورد می‌گردد. دفاتر مرکزی داود وپون در میدلند، میشیگان و ویلمینگتون، دلاویر مستقر می‌باشند.